# Ángel Aldama
Ángel Arnaldo Aldama Mejia (ur. 6 czerwca 1936) – gwatemalski zapaśnik walczący w obu stylach. Olimpijczyk z Meksyku 1968, gdzie zajął 24. miejsce w stylu klasycznym i wolnym. Walczył w kategorii do 70 kg

## Letnie Igrzyska Olimpijskie 1968
| Konkurencja          | Rundy eliminacyjne  | Rundy eliminacyjne  | Klas. końcowa |
| Konkurencja          | Przeciwnik I        | Przeciwnik II       | Miejsce       |
| -------------------- | ------------------- | ------------------- | ------------- |
| 70 kg styl klasyczny | Seo Hun-gyo (KOR) P | Gord Garvie (CAN) P | 24.           |

| Konkurencja      | Rundy eliminacyjne | Rundy eliminacyjne | Klas. końcowa |
| Konkurencja      | Przeciwnik I       | Przeciwnik II      | Miejsce       |
| ---------------- | ------------------ | ------------------ | ------------- |
| 70 kg styl wolny | Udey Chand (IND) P | Roger Till (GBR) P | 24.           |